# Radio
 For alternative betydninger, se Radio (flertydig). (Se også artikler, som begynder med Radio)
Radiokommunikation eller kort radio er en teknologi og en trådløs kommunikationsmetode via den del af de elektromagnetiske bølger, der kaldes radiobølger – radiofrekvenserne fra omkring 3 kHz til 300 GHz.
 
Radiokommunikation omfatter både radioudsendelse og radiomodtagelse. Radioudsendelse beregnet til offentligheden kaldes radiospredning (eng. radio broadcasting).
Set fra et teknisk synspunkt skelner man mellem radiofoni (envejsradiokommunikation) og radiotelefoni (tovejsradiokommunikation). Radiofoni kan bruges til at sende tale og musik og kan via FM-radio og DAB-radio gengive lyde ved næsten alle hørbare frekvenser. Radiotelefoni bruges til kommunikation fra skibe, flyvemaskiner og hyrevogne og har ikke nær den samme lydkvalitet. Til gengæld optager de enkelte radiokanaler til radiotelefoni typisk kun en femtendedel af den 'plads' i frekvensbåndet, som kræves af en radiofonistation med den bedre lydkvalitet.
Radiofoni anvendes til at sende radiokanal-, internet- eller tv-kanal-signaler (programmer) til et antal radiomodtagere eller fjernsynsmodtagere (lyttere eller seere), som tilhører en stor gruppe.

## Historisk
Radioen blev opfundet i slutningen af 1800-tallet af elektronikingeniøren Nikola Tesla.
Den første radiokommunikation omkring år 1900 anvendte en kohærer-baseret detektor-radiomodtager - og en gnistsender eller en buesender.
Guglielmo Marconi demonstrerede teknikken i 1895, men det var Valdemar Poulsen og P.O. Pedersen (ingeniør), der via buegeneratoren i 1902 udsendte kontinuerte bølger med en fast frekvens. Buegeneratoren kunne udsende tale og musik, men ikke i nutidens kvalitet.